# 蒙蒂尼亚尔格
蒙蒂尼亚尔格（法語：Montignargues，法語發音：[mɔ̃tiɲaʁɡ]）是法国加尔省的一个市镇，属于尼姆区。

## 地理
蒙蒂尼亚尔格（43°55'52"N, 4°11'55"E）面积4.46 平方千米，位于法国奧克西塔尼大區加尔省，该省份为法国南部沿海省份，南端濒地中海，北起顺时针与阿尔代什省、沃克吕兹省、罗讷河口省、埃罗省、阿韦龙省和洛泽尔省接壤。
与蒙蒂尼亚尔格接壤的市镇（或旧市镇、城区）包括：拉鲁维耶尔、圣博泽利、圣热涅斯-德马尔瓜雷斯、蒙塔尼亚克。

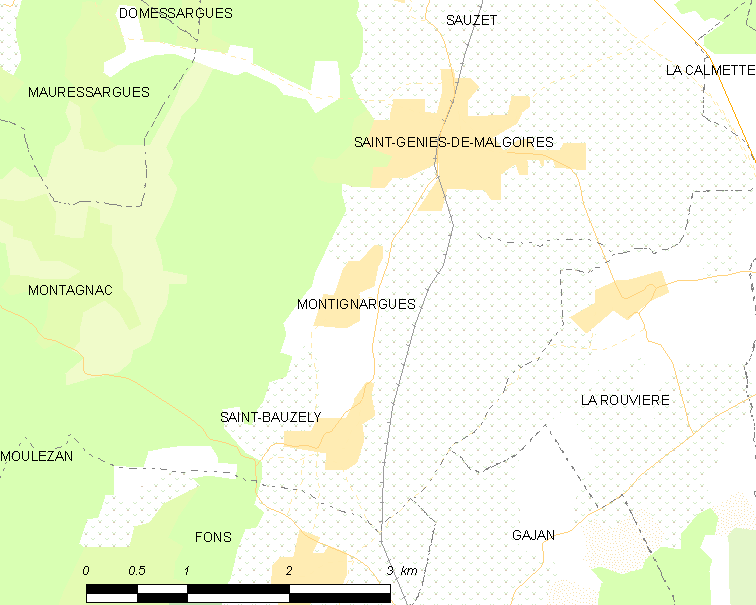
蒙蒂尼亚尔格的OSM定位图

蒙蒂尼亚尔格的时区为UTC+01:00、UTC+02:00（夏令时）。

## 行政
蒙蒂尼亚尔格的邮政编码为30190，INSEE市镇编码为30180。

## 政治
蒙蒂尼亚尔格所属的省级选区为卡尔维松县。

## 人口

1962-2008年间蒙蒂尼亚尔格人口变化图示

蒙蒂尼亚尔格于2022年1月1日时的人口数量为559人。